# Riccia atromarginata
Riccia atromarginata là một loài rêu trong họ Ricciaceae. Loài này được Levier mô tả khoa học đầu tiên năm 1889.